# 協調運転
協調運転（きょうちょううんてん）とは、ある機械（特に輸送機関）が人間あるいは他の機械その他の工作物（複数の車両間や車両と道路上の装置など）と相互に協調しながら運転を行うこと。

## 自動車の協調運転
自動運転技術には自動車内部に備わったカメラやセンサーなどで制御を行う自律型システムと、通信により外部から情報を受け取る協調型システムがあり、これらの技術の連携により実現されると考えられている。
自動車の協調運転は欧州SMART64プロジェクトの報告書等では自動運転（Definition of automated driving）のレベルの一つとされ、欧州SMART64プロジェクトの定義では協調運転（Cooperative driving）とは「車両の挙動を最適化するための路車・車車等の通信により支援を行う運転」と定義されている。協調運転はドライバーへの警告や運転への介入を通して安全性や効率性などを向上させる技術である。これに対して自律運転（Autonomous driving）とは、自動運転のうち運転者が存在する必要がなく運転者が車両の制御を行う必要がない運転をいう。

## 鉄道の動力協調運転
鉄道の動力協調運転とは、車両編成が制御方法の異なる車両を連結した編成になっている場合に、乗務員の総括運転によって両者の動力源を駆動させながら走行することをいう。協調運転は、広義には、総括（一括）制御のできない動力車にそれぞれ運転士が乗り込み、汽笛で合図をする等の方法により個々に速度制御を行うことまでを含むが、本項では上記の動力協調運転について記述する。

### 電車と電気機関車の協調運転

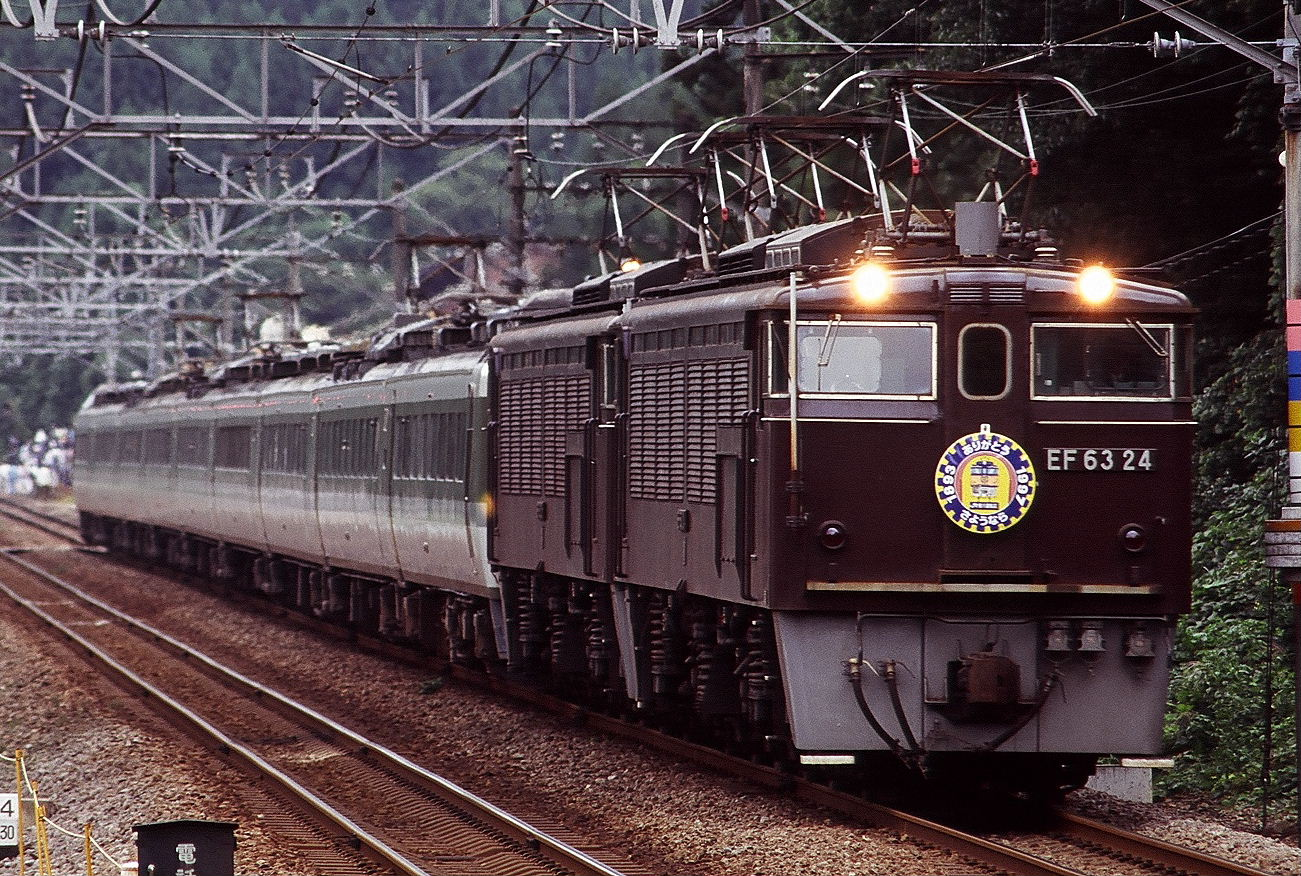
489系電車との協調運転を行うEF63

1997年（平成9年）9月30日限りで廃止された信越本線横川 - 軽井沢間の碓氷峠越えでは、電車と電気機関車の協調運転が行われていた。
この区間は、66.7‰の急勾配が存在することから、この区間では電車は無動力のまま、専用の電気機関車であるEF63により推進運転または牽引していた。
しかし保安上の理由によりEF63での牽引・推進運転両数が8両に制限されていたため、1968年より、輸送力増強のために電気機関車と協調運転可能な電車（169系電車・489系電車・189系電車）が製造された。これは機関車からの指令で電車側の動力制御を行い、機関車の負担を減らすもので、これによって最大編成両数は12両となった。
なお客車・貨車がこの区間を走行する場合（牽引機は信越本線用のEF62限定）は、下り線（上り坂）は運転士間の無線通信により個別制御の機関車（前部のEF62と後部のEF63）を協調させる方法で、上り線（下り坂）のみEF62とEF63での前部EF63（3重連）総括制御により協調運転を行っていた。

### 電車と気動車の協調運転

#### 研究と試行錯誤
電車と気動車の協調運転はもともと、日本国有鉄道（国鉄）が気動車による多層建て列車を多く運行していた1960年代より研究されていた分野である。
気動車による多層建て列車を運行していた背景としては、ローカル線と幹線とを直通運転する列車の需要が高かったことにあった。しかし、幹線の電化が進捗するにつれて、電車と比較して速度が低い気動車列車を運行することをダイヤ作成時に考慮すると、前後の電車列車との間に余裕を開けなくてはならないことや、何らかの運行障害が起きた際に回復させる能力が速度の違う列車が運行されることでその列車に合わせなければならないことから、電車牽引による列車の運行の可否およびその効果について研究されていた。当時の優等列車は急行列車が標準的で、運用上も多数を占めていたことから、急行形車両で試験が行われていた。
1964年（昭和39年）、常磐線で451系電車8両とキハ28形気動車3両（ほか死重として2両）の試験が行われ、実用上は支障なしとされたが、電車と気動車の乗務員運用や指導訓練に課題があること、車両に改造が必要となることから、メリットは薄いとされた。
1966年（昭和41年）12月、日光線鶴田 - 日光間でキハ58系気動車と165系電車による併結試験が行われた。クハ165とキハ58に協調運転用の改造を行い、キハ58にはブレーキ読み替え装置を取り付けた。試験の結果、電車と気動車の協調運転は可能であると確認されたが、良好な結果が得られなかったことから採用は見送られた。

#### 定山渓鉄道での先行例
国鉄が研究開発に着手する以前から、北海道の定山渓鉄道線では電車と列車の連結運転を行っていた。札幌市近郊の鉄道路線であった定山渓鉄道線は、開業以来国鉄札幌駅への乗り入れを悲願としていたが、1931年（昭和6年）から始まった北海道鉄道（後の国鉄千歳線）への乗り入れは札幌駅の1つ手前の苗穂駅までに留まっていた。そこで1957年（昭和32年）、当時非電化であった札幌駅へ乗り入れるべく、キハ7000形気動車を導入した。電車連結回路を持ち、自社線内では電車の付随車として牽引され、国鉄線内では単独または国鉄列車との連結運転によって運転された。電車との併結時もエンジンはアイドリングさせたままで、電源、圧縮空気、暖房用熱源を自車で賄っていた。1958年（昭和33年）には、改良型のキハ7500形気動車が増備された。
しかし、1969年（昭和44年）には定山渓鉄道線そのものが全線廃止となってしまった。廃線後、同線で使用されていた電車や電気機関車の一部が本州の私鉄に譲渡されたのに対し、これらの気動車は車齢が浅いにもかかわらず、他社へ譲渡されることなくすべて解体処分された。

#### 「ゆぅトピア」の登場

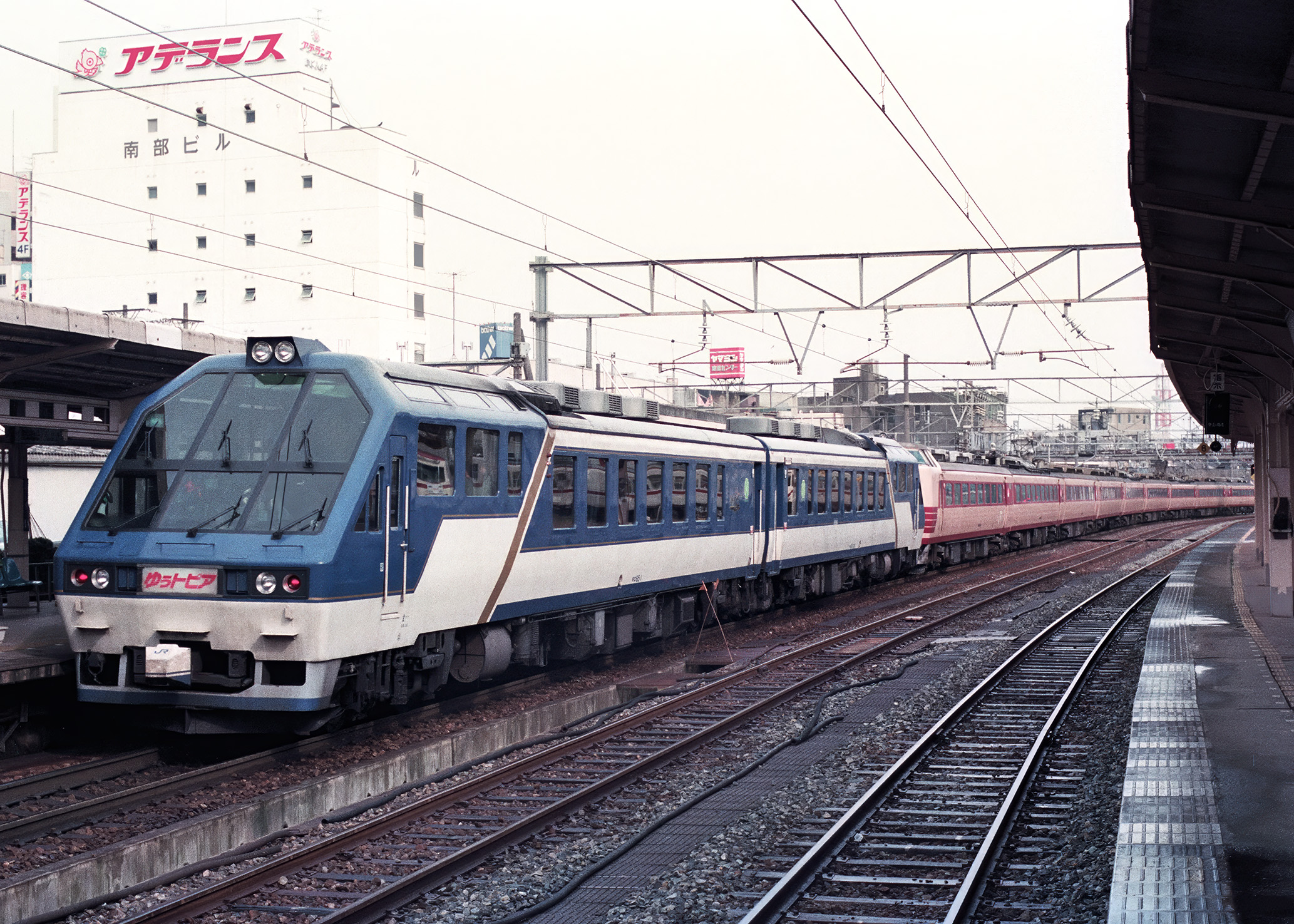
485系電車と協調運転を行う「ゆぅトピア」

電車と気動車の協調運転が再び脚光を浴びることになるのは、国鉄が1986年（昭和61年）に登場させたキハ65形気動車改造のジョイフルトレイン「ゆぅトピア」である。
国鉄金沢鉄道管理局では七尾線の活性化・増収施策の一環として、大阪 - 和倉温泉間の直通列車を運転することになった。当時の七尾線は非電化であり、電車をそのまま乗り入れさせることは不可能であったため、大きなシステムの変更や線路など設備改修を必要とせず、かつ所要時間をできるだけ短縮するという観点から、485系電車による特急「雷鳥」の後ろに気動車を連結する形を採用した。
このケースでは、気動車が電車の後部に無動力で牽引され、ブレーキのみを協調制御し、サービス用電源は自車で供給、走行用機関は原則停止状態で大阪 - 金沢間を運行し、金沢 - 和倉温泉間は自力走行で運転されていた。
七尾線の電化開業にともない、この協調運転は1991年（平成3年）8月31日をもって終了した。

#### JR西日本での運用
西日本旅客鉄道（JR西日本）では「ゆぅトピア」以降、いくつか電車と気動車を連結した列車が運行された。
1988年（昭和63年）には「ゆぅトピア」とほぼ同型の「ゴールデンエクスプレスアストル」が登場した。もっぱら団体臨時列車用であったが、「ゆぅトピア」と同じくブレーキ協調運転が可能で、「ゆぅトピア」の検査時には同車両の運用を代走したり、大阪 - 富山間を「雷鳥」に連結されて高山本線富山 - 高山間を自力走行した臨時特急「ユートピア高山」でも運転された。
485系電車（後に183系電車へ改造）を用いた特急「北近畿」でも、キハ65形気動車改造の「エーデル丹後」や、北近畿タンゴ鉄道所有のKTR8000形気動車を使用した「タンゴディスカバリー」を連結して福知山線内を8両編成で運行した実績もあるが、これも「ゆぅトピア和倉」+「雷鳥」と同じ方式であった。
なお、1999年の「タンゴディスカバリー」での連結運転終了後は、JR西日本では、定期列車による電車と気動車の協調運転は行われていない。

#### 完全な協調運転
| 協調運転する「オランダ村特急」と「有明」 |  | 731系電車との協調運転するキハ201系気動車 |
| 協調運転する「オランダ村特急」と「有明」 |  | 731系電車との協調運転するキハ201系気動車 |

協調運転で電車と気動車の双方を動力車として運行した事例としては、1989年（平成元年）から1992年（平成4年）まで運行された、九州旅客鉄道（JR九州）のキハ183系気動車「オランダ村特急」と485系電車「有明」の協調運転があげられる。
JR九州では、列車本数が多い鹿児島本線博多 - 鳥栖間では臨時列車の運転が困難な時間帯がある一方、九州内の観光地は最寄り駅が非電化区間に立地するものも少なくないとして、これらの観光地まで博多から直接乗り入れが可能とするべく、電車と気動車の動力協調運転システムの研究開発を行うこととなった。1987年（昭和62年）7月より、鉄道総合技術研究所（鉄道総研・JR総研）においてクモニ83形とキハ30 15を用いた電車と気動車の動力協調運転システムの研究開発が始まり、1988年（昭和63年）3月に試作品が完成、翌月にはJR九州の関係者を招いてのセレモニーが催された。この完成形として登場したのが、電化区間は485系電車と連結して協調運転を行い、非電化区間は自走するキハ183系「オランダ村特急」である。当初はキハ183系側からのみ協調制御が可能な暫定システムで、「オランダ村特急」が前位に組成されていたが、後に485系側からも協調制御が可能なシステムになり、「有明」が前位に組成された。
北海道旅客鉄道（JR北海道）では1997年（平成9年）3月22日より、731系電車とキハ201系気動車との協調運転を開始した。総括制御は電車側、気動車側双方で可能となっている。2025年現在では日本国内で唯一、電車と気動車の協調運転が行われている。

### 気動車と蒸気機関車の協調運転
2014年から2023年まで運行されたJR東日本の蒸気機関車牽引列車「SL銀河」では、途中の区間に急勾配が存在することから、牽引機のC58と客車として使用されたキハ141系気動車との間で協調運転が行われた。平坦区間での気動車はアイドリングのまま純粋に客車として牽引され、急勾配区間では、機関車側の機関士が無線連絡で気動車側の運転士にマスコン操作（力行）を指令し、実質的な補助機関車（補機）としての役割を担っていた。なお、ブレーキ操作は機関車側でのみ行われた。

### 客車とディーゼル機関車の協調運転
きのくにシーサイドなどに代表される、客車を先頭にディーゼル機関車を制御して運行する形態を「協調運転」と呼ぶことがある。これについては推進運転を参照。